# Järnvägsolyckan i Murulla
Järnvägsolyckan i Murulla inträffade den 13 september 1926 i Murulla i New South Wales i Australien då tolv godsvagnar lossnade från ett godståg och krockade med nattåget North West Mail. 27 personer omkom i olyckan.